# Turner Classic Movies
Turner Classic Movies (TCM) je filmski kanal koji prikazuje filmske klasike studija Turner Entertainment i Warner Bros.

## Vanjske poveznice
- Turner Broadcasting System  Arhivirana inačica izvorne stranice od 24. veljače 2011. (Wayback Machine)
- Službene stranice
- Službene stranice TCM Europe  Arhivirana inačica izvorne stranice od 8. veljače 2014. (Wayback Machine)